# Fort Madison (Iowa)
Fort Madison es una ciudad ubicada en el condado de Lee en el estado estadounidense de Iowa. En el Censo de 2010 tenía una población de 11051 habitantes y una densidad poblacional de 322,51 personas por km².

## Geografía
Fort Madison se encuentra ubicada en las coordenadas 40°37′12″N 91°21′7″O / 40.62000, -91.35194. Según la Oficina del Censo de los Estados Unidos, Fort Madison tiene una superficie total de 34.27 km², de la cual 24.58 km² corresponden a tierra firme y (28.25%) 9.68 km² es agua.

## Demografía
Según el censo de 2010, había 11051 personas residiendo en Fort Madison. La densidad de población era de 322,51 hab./km². De los 11051 habitantes, Fort Madison estaba compuesto por el 89.33% blancos, el 5.54% eran afroamericanos, el 0.38% eran amerindios, el 0.55% eran asiáticos, el 0.06% eran isleños del Pacífico, el 1.65% eran de otras razas y el 2.49% pertenecían a dos o más razas. Del total de la población el 6.65% eran hispanos o latinos de cualquier raza.